# 小行星9857
小行星9857（英語：9857）是一颗围绕太阳公转的小行星。1991年3月10日，天文学家罗伯特·H·麦克诺特在赛丁泉山发现了此天体。
这颗小行星的绝对星等为4.259386675650484等。小行星9857以希臘神話的人物赫卡米德命名。